# Chassignolles (Indre)
Chassignolles – miejscowość i gmina we Francji, w Regionie Centralnym, w departamencie Indre.
Według danych na rok 1990 gminę zamieszkiwało 548 osób, a gęstość zaludnienia wynosiła 18 osób/km² (wśród 1842 gmin Regionu Centralnego Chassignolles plasuje się na 646. miejscu pod względem liczby ludności, natomiast pod względem powierzchni na miejscu 334.).